# Senaat-Ziehm
De Senaat-Ziehm regeerde in de vrije stad Danzig van 9 januari 1931 tot 30 mei 1933.